# Отворено првенство Катара за мушкарце 1997.
Отворено првенство Катара за мушкарце 1997 (познат и под називом Qatar ExxonMobil Open 1997) је био тениски турнир који је припадао АТП Светској серији у сезони 1997. То је било пето издање турнира који се одржао на тениском комплексу у Дохи у Катару од 30. децембра 1996. — 6. јануара 1997. на тврдој подлози.

## Носиоци
| Држава | Играч            | Позиција1 | Носилац |
| ------ | ---------------- | --------- | ------- |
| АУТ    | Томас Мустер     | 5         | 1       |
| ШВЕ    | Томас Енквист    | 9         | 2       |
| ХОЛ    | Јан Симеринк     | 15        | 3       |
| НЕМ    | Михаел Штих      | 16        | 4       |
| ШВЕ    | Магнус Густафсон | 17        | 5       |
| ЧЕШ    | Петр Корда       | 24        | 6       |
| ХОЛ    | Паул Хархојс     | 25        | 7       |
| САД    | Џим Куријер      | 26        | 8       |

- 1 Позиције од 23. децембра 1996.[1]

### Други учесници
Следећи играчи су добили специјалну позивницу за учешће у појединачној конкуренцији:
- Јунес ел Ајнауи
- Патрик Макенро
- Леандер Паес

Следећи играчи су ушли на турнир кроз квалификације:
- Разван Сабау
- Дину Пескарију
- Херберт Вилтшниг
- Тамер ел-Сави

## Носиоци у конкуренцији парова
| Држава | Играч              | Држава | Играч          | Носиоци |
| ------ | ------------------ | ------ | -------------- | ------- |
| ХОЛ    | Јако Елтинг        | ХОЛ    | Паул Хархојс   | 1       |
| ШВЕ    | Петер Ниборг       | БЕЛ    | Либор Пимек    | 2       |
| ФРА    | Гијом Рау          | ШПА    | Хавијер Санчез | 3       |
| ХОЛ    | Хендрик Јан Давидс | ХОЛ    | Шенг Схалкен   | 4       |

### Други учесници
Следећи играчи су добили специјалну позивницу за учешће у конкуренцији парова:
- Карим Алами/ Хишам Арази
- Томас Енквист/ Магнус Ларсон
- Џим Куријер/ Михаел Штих

## Шампиони

### Појединачно
Џим Куријер је победио  Тима Хенмана са 7:5, 6:7(5:7), 6:2.
- Куријеру је то била прва (од три) титуле у сезони и 20-та (од 23) у каријери.

### Парови
Јако Елтинг /  Паул Хархојс су победили  Патрика Фредриксона /  Магнуса Нормана са 6:3, 6:2.
- Елтингу је то била прва (од шест) титула те сезоне и 29-та (од 44) у каријери.
- Хархојсу је то била прва (од шест) титуле те сезоне и 31-ва (од 54) у каријери.